# Hobyo
Hobyo (arabă هبيا) sau Obbia este un oraș din Somalia.